# Haus Raeren

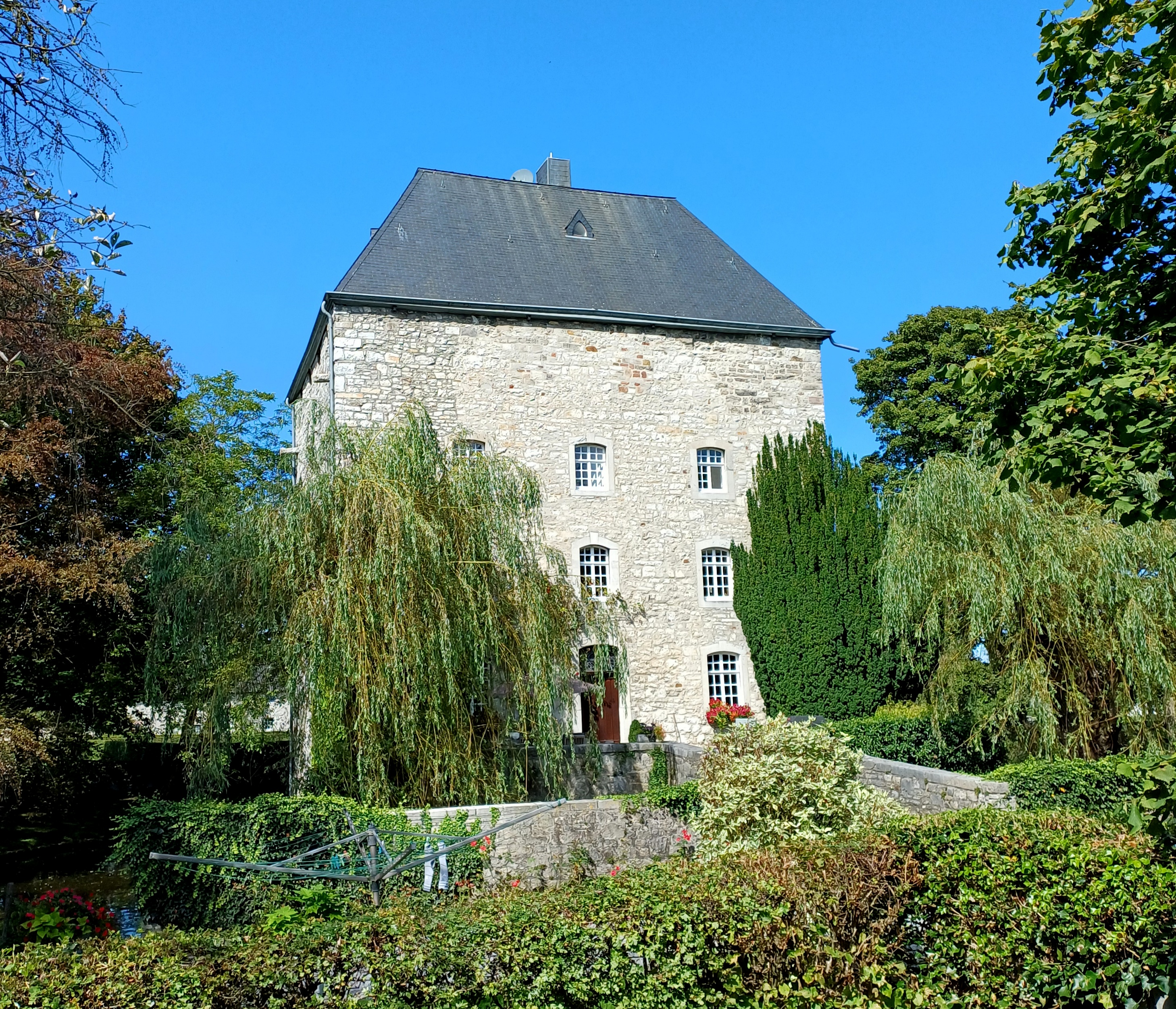
Haus Raeren, Eingangsbereich

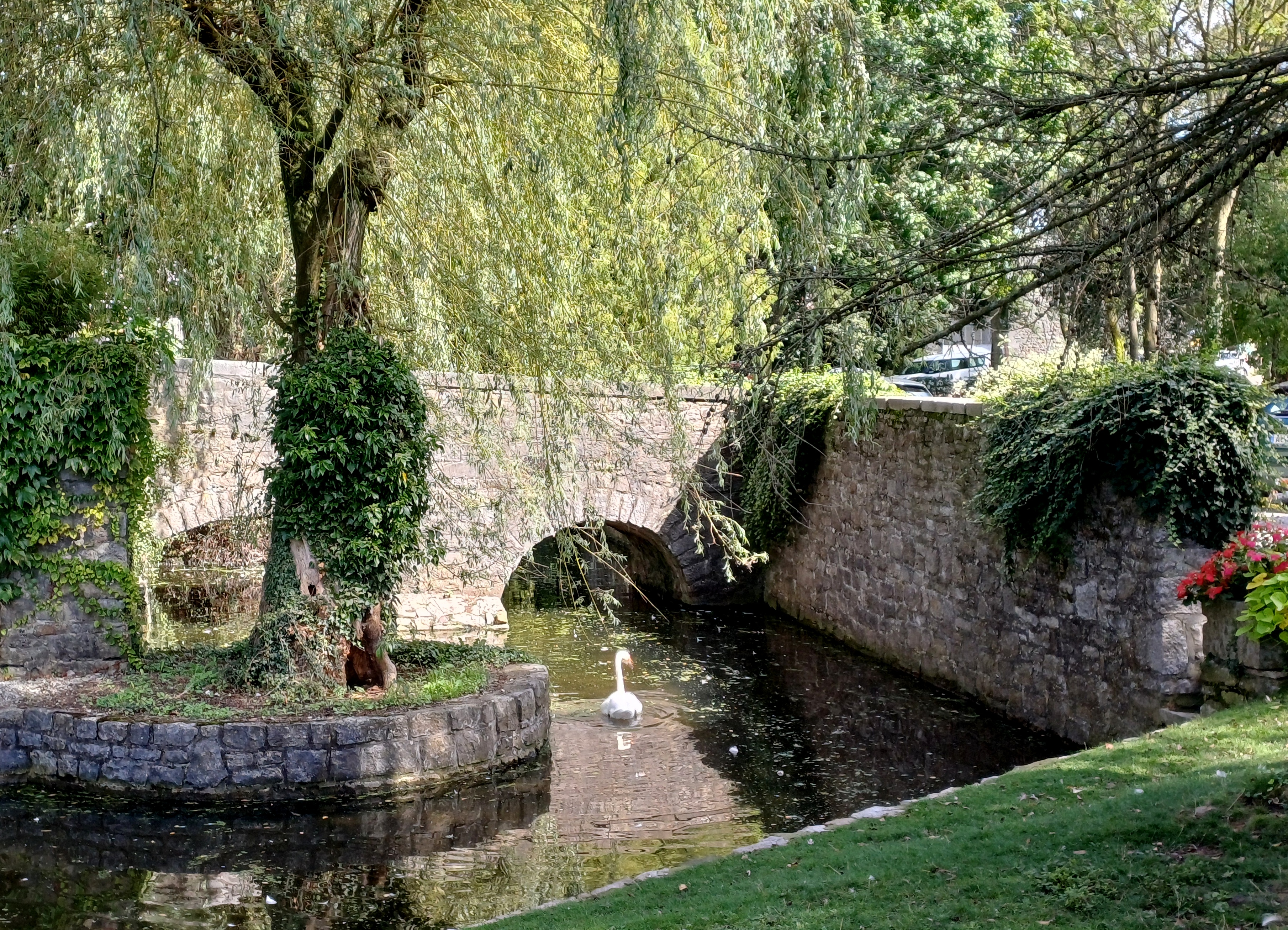
Zweibogenbrücke

Haus Raeren, auch Haus Schwartzenberg genannt, liegt in der belgischen Gemeinde Raeren, in unmittelbarer Nähe zur Burg Raeren.
Erbaut wurde der von einem Wassergraben umgebene befestigte Wohnturm im 14. Jahrhundert. Über die Jahrhunderte wurden nur wenige Veränderungen vorgenommen, es wurden lediglich größere Fenster eingebaut und ein anderes Dach aufgesetzt, welches einen alten Wehrgang überdeckt. Der alte, von der Itter gespeiste Wassergraben und der Wirtschaftshof sind noch vorhanden.
Erster bekannter Besitzer war um 1400 ein Carsilius von der Roetschen, dessen Tochter den Emmerich von Bastenach (Emeric de Bastogne, dessen Familie die Mayeurie der Stadt Bastogne innehatte) ehelichte. 1443 ging der Besitz an den gleichnamigen Sohn aus dieser Ehe über. Nach verschiedenen Besitzerwechseln blieb Haus Raeren im 16. und 17. Jahrhundert im Besitz der Familie von Schwartzenberg.
1859 wurde Leonard Jardon, Ehegatte der Cornelia de Nys, Tochter des damaligen Besitzers der benachbarten Burg Raeren und Schwester des Karl de Nys, Eigentümer des Anwesens. Nach einem Zwangsverkauf kam Haus Raeren 1913 in den Besitz des Aachener Hoteliers Gerhard Nöcken. 1917 kaufte es der Raerener Hauptlehrer Jean Blank, Vater des Malers André Blank, in dessen Familie sich das Anwesen noch heute befindet.